# Коста проти ENEL
Фламініо Коста проти ENEL 1964 року (англ. Flaminio Costa v E.N.E.L.; іноді справа 6/64) — знакове рішення Суду Справедливості, яке підтвердило примат права Європейської Унії (тоді права Європейських Спільнот) над національними законами держав-членів. Ця справа, як і «Ван Ґенд ен Лоос», визнані одними з найважливіших і, можливо, найвідоміших прецедентів права Європейської Унії.
З 2024 року справа «Коста проти ENEL» виноситься на ЄДКІ за спеціальностями 081 «Право» та 293 «Міжнародне право» в розділі основ права Європейського Союзу.

## Зміст
Фламініо Коста був міланським юристом, а також користувачем і акціонером Edisonvolta, муніципальної електроенергетичної компанії, націоналізованої італійським урядом у контексті націоналізації електроенергетики наприкінці 1962 року. Кості допомагав Джан Ґалеаццо Стендарді, міланський адвокат, який написав кілька новаторських праць про італійське конституційне правосуддя та зв’язок між правом Європейських Спільнот та італійським правом. Коста і Стендарді виступали проти націоналізації електроенергії з політичних міркувань. 
Коли Коста отримав свій перший рахунок за електроенергію від ENEL, монополіста, заснованого законом про націоналізацію електроенергії, він відмовився його платити, стверджуючи, що ENEL не прийняла на законних підставах його контракт на постачання електроенергії з Edisonvolta, оскільки закон про націоналізацію порушує як Конституцію Італії, так і Договір ЄЕС.
У подальшому позові до мирового судді Мілана (giudice conciliatore) Коста попросив цей суд передати справу до Конституційного суду Італії та до Суду Справедливості. Однак мировий суддя, який розглядав його справу, Антоніо Каронес, лише передав справу до Конституційного суду Італії.
Конституційний суд Італії виніс своє рішення 24 лютого 1964 року, постановивши, що хоча стаття 11 Конституції Італії дозволяє парламенту ухвалювати закони, які передбачають обмеження суверенітету, необхідні для приєднання до міжнародних організацій, таких як ЄЕС, ці закони не мають особливого рангу в ієрархія правових джерел. Отже, звичайне правило законодавчого тлумачення, яке надає перевагу наступному закону (lex posterior derogat legi anteriori/priori), застосовуватиметься у разі конфлікту. У результаті Римська угода, яка була інкорпорована в італійське законодавство в 1957 році, не могла мати перевагу над законом про націоналізацію електроенергії, прийнятим у 1962 році.
Тим часом Коста оскаржив другий рахунок за електроенергію, який він отримав від ENEL, перед іншим мировим суддею Мілана Вітторіо Емануеле Фаббрі. Останній знову передав справу до Конституційного суду Італії та, вперше, до Суду Справедливості, запитуючи в останнього, чи закон про націоналізацію відповідає положенням Договору ЄЕС про комерційні монополії, право заснування, конкуренції та державної допомоги.
Посилаючись на рішення Конституційного суду Італії, уряд Італії стверджував, що попереднє звернення до Суду Справедливості є неприйнятним, оскільки giudice conciliatore повинен був застосувати статут про націоналізацію, навіть якщо він суперечить Договору про ЄЕС, таким чином намагаючись уникнути необхідності у винесені рішення Судом Справедливості.

## Судове рішення
Європейський суд відхилив клопотання Конституційного суду Італії про неприйнятність, зазначивши, що, незважаючи на те, що він не міг ухвалити рішення щодо узгодженості між законодавством Італії та законодавством Європейських Спільнот, він може допомогти суду, який передає справу, надавши наступне авторитетне тлумачення чотирьох положень Договору про ЄЕС, згаданих у постанові про передачу справи:
|  | На відміну від звичайних міжнародних договорів, Договір про заснування ЄЕС створив власний порядок, що був інтегрований у національний порядок держав-членів з моменту набуття Договором чинности; як такий він є обов'язковим для них. Фактично, створивши Спільноти необмеженого терміну дії, що мають свої інститути, свою суб'єктність, і свою правоздатність, крім міжнародного статусу і, зокрема, реальних повноважень, що випливають з обмеження компетенції або передання повноважень від держав до Спільнот, держави-члени, нехай і в обмежених сферах, обмежили свої суверенні права та створили звід законів, які можуть бути застосовані як до їхніх громадян, так і до них самих. Сприйняття в законодавстві кожної держави-члена положень, що мають джерело в Спільноті, і, зокрема, умов і духу Договору, тягне за собою неможливість для держави-члена віддати перевагу односторонньому і наступному заходу проти правового порядку, прийнятого ним на основі взаємности. [...] З усіх цих зауважень випливає, що право, яке випливає з договору, що є незалежним джерелом права, не може, з огляду на свій особливий та оригінальний характер, бути скасоване внутрішніми правовими положеннями, хоч би як їх сформулювали, без позбавлення його характеру права Спільнот і без постановки під сумнів правової основи самих Спільнот. |

Під час розгляду справи по суті Суд ЄС встановив, що положення Договору про ЄЕС, що стосуються конкуренції та державної допомоги, згадані в постанові, не мають прямої дії, а отже, не можуть застосовуватися особами, які бажають оскаржити національні закони, що нібито порушують ці положення. Суд Справедливості витлумачив право на заснування досить вузько, припустивши тим самим, що закон про націоналізацію відповідає йому, якщо він не тягне за собою дискримінацію за ознакою громадянства. Суд Справедливості надав право компетентному суду встановити, чи відповідає закон про націоналізацію положенню Договору про ЄЕС про комерційні монополії.

## Значимість
Ця справа встановила принцип примату права Європейського Союзу, яке є незалежним джерелом права, яке не може бути переважене внутрішніми законами.
Стаття I-6 пропонованої Європейської конституції зазначає: «Конституція та закон, прийняті інституціями Унії під час виконання наданих їм повноважень, мають пріоритет над законодавством держав-членів». Конституція так і не була ратифікована після того, як її відхилили на референдумах у Франції та Нідерландах у 2005 році.
Лісабонський договір від 13 грудня 2007 року не містив статтю про примат, натомість містив Декларацію про примат із посиланням на рішення у справі Коста проти ENEL.
Французький суддя Робер Лекур, який працював у Суді з 1962 по 1976 роки, пізніше стверджував, що ці рішення «нічого не створили», крім того, що «додали сили» договорам, яка, на його думку, була «продиктована» їхньою сутністю.